# Dwars door Vlaanderen 2016
La Dwars door Vlaanderen 2016, settantunesima edizione della corsa, valida come evento dell'UCI Europe Tour 2016 categoria 1.HC, si svolse il 23 marzo 2016 su un percorso di 199,7 km. 
Fu vinta dal belga Jens Debusschere, che giunse al traguardo in 4h48'27" alla media di 41,53 km/h.
Conclusero la gara 112 dei ciclisti alla partenza.

## Percorso
È il Nieuwe Kwaremont il primo muro che i corridori incontreranno, posto al chilometro 92. La prima fase calda si avrà fra i -88 km e i -70 km, quando ci saranno da affrontare 5 côté in 17 chilometri: Kattenberg, Leberg, Berendries e Valkenberg. In seguito gli atleti avranno una quindicina di chilometri per rifocillarsi e riprendere fiato prima di un carosello classico anche per il Giro delle Fiandre; ci saranno da affrontare in rapida successione Eikenberg, Taaienberg e l'accoppiata da leggenda composta da Oude Kwaremont e Paterberg.
A questo punto gli organizzatori hanno apportato una modifica sostanziale al percorso aggiungendo il muro di Vossenhol. Invariato invece il finale con l'Holstraat ai -15 km e il conclusivo Nokereberg ai -8 km.

## Squadre partecipanti
| N.      | Cod. | Squadra             |
| ------- | ---- | ------------------- |
| 1-8     | LTS  | Lotto-Soudal        |
| 12-18   | MOV  | Movistar Team       |
| 21-28   | BMC  | BMC Racing Team     |
| 31-38   | EQS  | Etixx-Quick Step    |
| 41-48   | TFS  | Trek-Segafredo      |
| 51-58   | TNK  | Tinkoff             |
| 61-68   | OGE  | Orica-GreenEDGE     |
| 71-78   | IAM  | IAM Cycling         |
| 82-88   | KAT  | Team Katusha        |
| 93-98   | ALM  | AG2R La Mondiale    |
| 101-108 | TLJ  | Team Lotto NL-Jumbo |

| N.      | Cod. | Squadra                     |
| ------- | ---- | --------------------------- |
| 121-128 | TSB  | Topsport Vlaanderen-Baloise |
| 131-138 | WGG  | Wanty-Groupe Gobert         |
| 141-148 | DEN  | Direct Énergie              |
| 151-158 | COF  | Cofidis, Solutions Crédits  |
| 161-168 | FVC  | Fortuneo-Vital Concept      |
| 171-178 | STH  | Southeast-Venezuela         |
| 181-188 | ROP  | Roompot Oranje Peloton      |
| 191-198 | CCC  | CCC Sprandi Polkowice       |
| 201-208 | BOA  | Bora-Argon 18               |
| 211-218 | SGG  | Stölting Service Group      |
| 221-228 | GAZ  | Gazprom-RusVelo             |

## Ordine d'arrivo (Top 10)
| Pos. | Corridore        | Squadra   | Tempo    |
| ---- | ---------------- | --------- | -------- |
| 1    | Jens Debusschere | Lotto-S.  | 4h48'27" |
| 2    | Bryan Coquard    | Direct É. | s.t.     |
| 3    | Edward Theuns    | Trek      | s.t.     |
| 4    | Filippo Pozzato  | Southeast | s.t.     |
| 5    | Jens Keukeleire  | Orica     | s.t.     |
| 6    | Giacomo Nizzolo  | Trek      | s.t.     |
| 7    | Oscar Gatto      | Tinkoff   | s.t.     |
| 8    | Scott Thwaites   | Bora      | s.t.     |
| 9    | Mike Teunissen   | Lotto NL  | s.t.     |
| 10   | Fernando Gaviria | Etixx     | s.t.     |